# Sindicat financer
Un sindicat financer és un grup temporal format per individus o companyies, normalment bancs d'inversió, amb el propòsit de dur a terme un projecte concret en l'àmbit financer que cada membre no pot o no vol executar de forma individual. Sempre estant liderats per un membre, anomenat principal. Els sindicats financers poden ser sindicats de subscripció o bancaris.

## Sindicat de subscripció
També conegut com underwriter syndicate. Els seus membres s'associen temporalment per amb el propòsit de vendre títols valor. La seva funció és comprar títols directament a l'emissor, com per exemple una empresa que ven accions o obligacions, a un preu fix, amb l'objectiu de vendre'ls posteriorment a un preu superior a inversors, obtenint un benefici a partir del diferencial. Normalment s'utilitza en operacions que tenen períodes llargs de maduració. Els avantatges d'associar-se són el poder participar en operacions que requereixen una forta inversió reduint el risc que assumeix cada participant, i el de facilitar la venda dels títols valor mitjançant els canals de venda de cada membre del sindicat.
Hi ha dos tipus de sindicats de subscripció, dividits i indivisos. En una operació dividida, la responsabilitat de cada membre està limitada a la seva participació. Una vegada que un membre ven els títols valor assignats, aquest membre no té cap responsabilitat addicional, independentment de si els altres membres poden vendre la seva part dels títols valor o no. En una operació indivisa, cada membre és responsable dels títols valor no venuts fins a l'import del seu percentatge de participació, independentment del nombre de valors que hagi venut. La majoria dels sindicats actuals es basen en l'acord d'operació indivisa.

## Préstecs sindicats
És un préstec ofert de forma conjunta en un únic contracte de crèdit a un o varis prestataris per part de diversos bancs en proporcions predefinides. Hi participen el bancs prestadors, dirigits per un banc principal, i sovint un avalador, el qual ofereix garanties als prestadors. El banc principal, rep l'interès del crèdit d'acord a la seva proporció de capital prestat i també unes quantitats per organitzar la sindicació. L'avantatge d'un préstec sindicat és que permet al banc que l'ha originat el fet de compartir el risc amb els altres membres del grup. El compartir el risc pot ser una necessitat segons l'estructura de finançament del banc, que li pot dificultar créixer o absorbir les pèrdues procedent d'operacions impagades.